# Модок (Південна Кароліна)
Модок (англ. Modoc) — переписна місцевість (CDP) в США, в окрузі Маккормік штату Південна Кароліна. Населення — 312 особи (2020).

## Географія
Модок розташований за координатами 33°43′11″ пн. ш. 82°13′17″ зх. д. / 33.71972° пн. ш. 82.22139° зх. д. (33.719769, -82.221379).  За даними Бюро перепису населення США в 2010 році переписна місцевість мала площу 18,57 км², з яких 10,32 км² — суходіл та 8,26 км² — водойми.

## Демографія
Згідно з переписом 2010 року, у переписній місцевості мешкало 218 осіб у 105 домогосподарствах у складі 69 родин. Густота населення становила 12 осіб/км².  Було 283 помешкання (15/км²).
Расовий склад населення:
| - 95,9 % — білих - 2,3 % — чорних або афроамериканців - 0,9 % — корінних американців |

До двох чи більше рас належало 0,9 %. Частка іспаномовних становила 0,9 % від усіх жителів.
За віковим діапазоном населення розподілялося таким чином: 10,6 % — особи молодші 18 років, 67,8 % — особи у віці 18—64 років, 21,6 % — особи у віці 65 років та старші. Медіана віку мешканця становила 53,8 року. На 100 осіб жіночої статі у переписній місцевості припадало 115,8 чоловіків;  на 100 жінок у віці від 18 років та старших — 109,7 чоловіків також старших 18 років.
Середній дохід на одне домашнє господарство  становив 64 695 доларів США (медіана — 64 167), а середній дохід на одну сім'ю — 66 231 долар (медіана — 71 250). 
Цивільне працевлаштоване населення становило 91 особа. Основні галузі зайнятості: виробництво — 38,5 %, будівництво — 19,8 %, освіта, охорона здоров'я та соціальна допомога — 13,2 %, роздрібна торгівля — 8,8 %.